# Wilhelm Wolnik
Wilhelm Karol Wolnik (ur. 17 listopada 1935 w Zabełkowie) – polski polityk mniejszości niemieckiej, samorządowiec, poseł na Sejm X kadencji.

## Życiorys
W 1954 ukończył liceum pedagogiczne. Od 1953 do 1972 był nauczycielem w szkołach podstawowych.
Należał do Polskiej Zjednoczonej Partii Robotniczej. Pełnił mandat radnego Gromadzkiej Rady Narodowej w latach 1958–1974, a następnie do 2002 przez 28 lat zajmował stanowisko naczelnika i wójta gminy Krzyżanowice.
W latach 1989–1991 sprawował mandat posła X kadencji z okręgu wodzisławskiego. Zasiadał w Komisji Rolnictwa i Gospodarki Żywnościowej, na koniec kadencji należał do Parlamentarnego Klubu Lewicy Demokratycznej. W kolejnych wyborach bez powodzenia kandydował z ramienia Polskiego Stronnictwa Ludowego i Mniejszości Niemieckiej.
Zasiadał w radzie powiatu raciborskiego I i II kadencji (1998–2006). W 2006 nie został ponownie wybrany.

## Odznaczenia
- Krzyż Oficerski Orderu Odrodzenia Polski (1988)
- Krzyż Kawalerski Orderu Odrodzenia Polski (1979)
- Złoty Krzyż Zasługi (1974)
- Medal 40-lecia Polski Ludowej